# Coeficient de pressió
El coeficient de pressió és un nombre adimensional que descriu la pressió relativa a través d'un camp de flux en dinàmica de fluids. El coeficient de pressió és usat en aerodinàmica i hidrodinàmica. Qualsevol punt immers en el flux d'un fluid té el seu propi i únic coeficient de pressió, {\displaystyle C_{p}}.
En algunes situacions en aerodinàmica i hidrodinàmica, el coeficient de pressió d'un punt prop d'un cos és independent de la grandària del cos. En conseqüència un model enginyeril és provat a un túnel de vent o a un túnel d'aigua, d'aquesta forma es poden calcular els coeficients de pressió en punts crítics al voltant del model, i aquests coeficients de pressió poden ser usats per estimar la pressió del fluid en aquests punts crítics en el prototip a escala real.

## Flux incompressible
El coeficient de pressió és un paràmetre molt útil per estudiar el flux de fluids incompressibles com l'aigua, i també en fluids amb fluxos de baixes velocitats com l'aire. La relació entre el coeficient adimensional i els nombres dimensionals són:
{\displaystyle C_{p}={1-{\bigg (}{\frac {V}{V_{\infty }}}{\bigg )}^{2}}}
on {\displaystyle V} és la velocitat del fluid en un punt conegut prèviament calculat, i {\displaystyle {V_{\infty }}} és la velocitat del fluid.
La relació és també vàlida per a fluxos de fluids compressibles on les variacions de velocitat siguin tan petites que no produeixin variacions importants en la densitat del fluid. Aquesta suposició és raonable si el nombre de Mach es manté per sota de 0.3.
- {\displaystyle C_{p}} de valor 0 indica que la pressió és la mateixa que la del flux lliure.
- {\displaystyle C_{p}} de valor 1 indica que la pressió és del punt d'estancament.
- {\displaystyle C_{p}} menor d'1 és important per al disseny de planadors perquè indica una localització perfecta per a un mesurador de velocitat vertical mitjançant un pressiòmetre, ja que en aquest punt no percep els canvis de pressió degut al moviment del planador.

En el camp de flux de fluid al voltant del cos hi haurà punts amb coeficients de pressió amb un valor de fins a 1, i altres punts amb valor negatiu, incloent coeficients menors que 1, però no existeix cap punt amb coeficients majors que 1, ja que la pressió màxima s'aconsegueix en el punt d'estancament i és coneguda com la pressió d'estancament. L'única manera que el coeficient excedeixi la unitat és quan existeixin tècniques de control avançades de la capa límit.

## Flux compressible
En el si de fluxos de fluids compressibles com l'aire, i en particular d'alta velocitat, {\displaystyle {\rho v^{2}}/2} (la pressió dinàmica) no és més una mesura precisa de les diferències entre pressió d'estancament i pressió estàtica. També, la relació familiar que diu que la pressió d'estancament és igual a la pressió total no es manté certa. Com a resultat, el coeficient de pressió pot ser major que en un flux incompressible.
- {\displaystyle C_{p}>1} indica que el flux lliure és compressible.
- {\displaystyle C_{p}={\frac {2}{\gamma *M_{\infty }^{2}}}({\frac {p}{p_{\infty }}}-1)}

## Distribució de pressió
Una superfície de sustentació en un moment donat l'angle d'atac tindrà el que es diu una distribució de pressió. Aquesta distribució de pressió és simplement la pressió en tots els punts al voltant de la superfície de sustentació. En general, els gràfics d'aquestes distribucions es dibuixen amb els nombres negatius en la part superior del gràfic, ja que el {\displaystyle C_{p}} de la part superior de la superfície de sustentació, estarà en general per sota de zero i serà per tant, la línia superior del gràfic.

## Relació entreCl{\displaystyle C_{l}}iCp{\displaystyle C_{p}}
El coeficient de sustentació pot ser calculat a partir de la distribució de coeficients de pressió mitjançant integració, o calculant l'àrea entre línies de distribució.
{\displaystyle C_{l}=\int \limits _{LE}^{TE}\left(C_{p_{l}}(x)-C_{p_{u}}(x)\right)\,d{\frac {x}{c}}}
on:
{\displaystyle C_{p_{l}}} és el coeficient de pressió en la superfície inferior.
{\displaystyle C_{p_{u}}} és el coeficient de pressió en la superfície superior.
{\displaystyle LE} és la vora d'atac.
{\displaystyle TE} és la vora de sortida.
Quan el coeficient de la superfície inferior és més gran (més negatiu) en la distribució aquest compte com una àrea negativa i produiria força cap avall disminuint la sustentació.